# سن-سباستین-دو-رد
سن-سباستین-دو-رد (به فرانسوی: Saint-Sébastien-de-Raids) یکی از کمون‌های دپارتمان مانش واقع در نرماندی در شمال غربی فرانسه است.